# Bon y los Enemigos del Silencio
Bon y los Enemigos del Silencio fue una banda de rock pop originaria de la Ciudad de México y que formó parte del llamado movimiento musical Rock en tu idioma.

## Historia

### Inicios
La banda nace en 1978 como han nacido muchas bandas del país; un grupo de jóvenes de secundaria se integran para formar una banda haciendo covers en inglés y en español. Ellos eran Leoncio Lara (Bon), José Alberto Areán y Brian Chambouleyron compañeros del Colegio Madrid. Antes de formar oficialmente la banda se creó el grupo Cáscara, banda que ya contaba con Alejandro Giacomán en los teclados y flautas y sergio Hernández en la batería. Con covers de Serú Girán y también canciones originales la banda se sustentaba en la voz de Brian.
Bon y Los Enemigos del Silencio se integra oficialmente en 1984 con Bon en la guitarra y la voz, Areán en el bajo y Alejandro en los teclados. El nombre se obtiene del uso de Bon como representante en la composición y voz de la banda y el uso de una experiencia personal de la banda durante sus ensayos donde se les criticaba por el ruido que generaban denominándolos como Los Enemigos del Silencio. Con integrantes y nombre listo hicieron su primera presentación en El Recreo del Jabalí.

### Primer álbum
Después de discontinuas presentaciones, en 1987 decide la banda trabajar durante un año intenso; es así como su primer demo aparece en la radio capitalina Espacio 59: «Parecemos monitos». En este año la banda consigue un contrato con la trasnacional CBS y se produce el primer disco Bon y los Enemigos del Silencio, producido por Carlos Narea. Varias de las canciones del disco se distribuyen en la radio nacional y se logra un éxito descomunal con canciones como «Cuando vayas al Caribe», «Irene», «Voy a buscar» y «Parecemos monitos». El sonido de la banda se marcó fuertemente por este primer disco en el cual la guitarra de Bon marcaba el ritmo pop de esa época, el bajo de Areán compaginaba exacto a las composiciones de Bon pero los elogios musicales se los llevaba Alejandro Giacomán con teclados que pocas veces se han repetido en el rock nacional.
Giras maratónicas como abridores de Hombres G, presentaciones en el Festival Cervantino, abridores de Rod Stewart en La Corregidora fueron algunos de los principales eventos en los que Bon y los Enemigos del Silencio participaron durante esta exitosa época.

### Segundo disco
Con muchos problemas la banda se las ingenia para grabar su segundo trabajo discográfico en 1994, El Señor Tapaderrumbes, esta vez con una empresa independiente (Spartacus Discos). «Si tú te vas» se convierte en el sencillo del disco y se obtiene el premio al mejor disco independiente. La calidad no se discutió pero la popularidad desapareció. La larga pausa entre un disco y otro, la poca presencia en escenarios contribuyeron a la rápida pérdida de popularidad.

### Tercer material y la definitiva separación
En 1997, después de un largo silencio se lanza el tercer disco de la banda, Un beso y bang. Jaime Pavón es el mánager de la banda y se trabajan con dos sencillos «Tira todo», y «No nos vamos a dejar». Con el regreso de Aerán graduado como director de orquesta en Viena la banda adquiere nueva energía, se integra León Soriano en la batería y Jacobo Lieberman en la guitarra, además Sabo Romo (exbajista de Caifanes) ingresa como bajista de apoyo. En general se integra una banda como nunca lo habían hecho. Sin embargo la promoción no es lo que se esperan y aunque alternan con bandas como Fobia, Malaria, Julieta Venegas,
la banda no volvió a retomar la fama ganada en los años 80 y decide separase luego de casi 15 años y tres materiales discográficos.

### Actualidad
Con la separación, Bon se dedica a crear soundtracks para películas como Sólo con tu pareja, La virgen de la lujuria, Club Eutanasia y Las Lloronas, entre otras, además ha producido a bandas como Los Estrambóticos, Jaime López, La Nao y Maru Enríquez.
Alejandro se desempeña activamente en la masterización de diversas producciones que van desde Agustín Lara, Alejandra Guzmán, Babasónicos, IMS (Camilo Lara), Réplica, Titán, etc. Todos ellos realizados en su álbum No por suerte studio.
Desde enero de 2013, José Areán es director artístico de la Orquesta Filarmónica de la Ciudad de México.
Sin lugar a dudas, a la banda le alcanzó el tiempo y la energía para dejar un gran legado para el rock nacional, sus discos serán sujetos a buenas y malas críticas pero el sonido y la voz peculiar de Bon es parte ya de la historia del rock mexicano.

## Discografía

### Álbumes de estudio
- 1988: Bon y los Enemigos del Silencio (CBS Discos).
- 1994: El Señor Tapaderrumbes (Spartacus Discos).
- 1997: Un beso y bang (BMG Entertainment, Ariola).